# María Pita

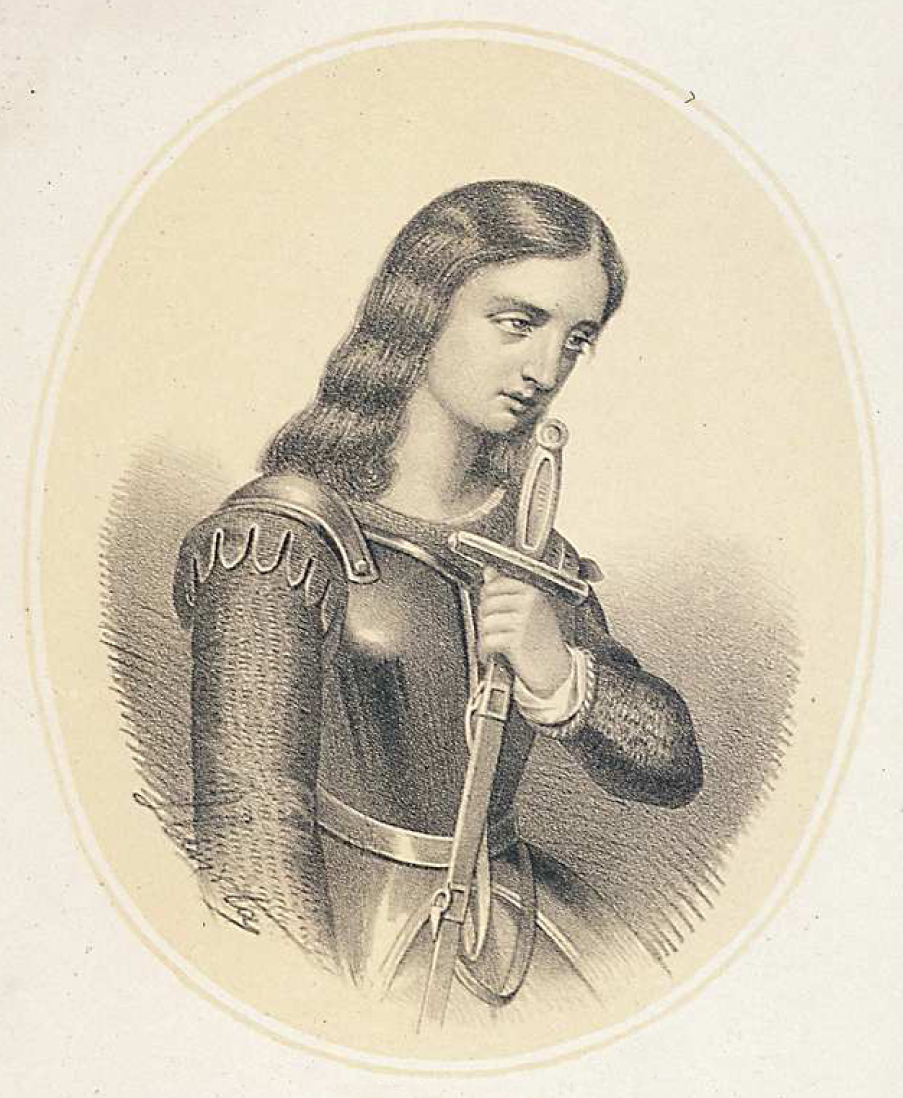
María Pita, von Santiago Llanta y Guerin

María Mayor Fernández de Cámara y Pita (* 1565 in Sigrás, Cambre, Spanien; † 1643), bekannt als María Pita, wird als eine Heldin bei der Verteidigung von La Coruña, Nordspanien, gegen den Angriff der englischen Armada auf das spanische Festland im Jahre 1589 verehrt.

## Geschichte
Am 4. Mai 1589 durchbrachen englische Streitkräfte, die bereits die Kontrolle über die Unterstadt hatten, die Verteidigung der Altstadt. María Pita unterstützte ihren Ehemann bei der Verteidigung, als er tödlich getroffen wurde. Daraufhin soll María Pita einen angreifenden englischen Bannerträger  getötet haben. Es heißt, sie erschien selbst auf der Mauer und rief: Quen teña honra, que me siga! (galizisch: „Wer Ehre hat, folge mir!“). Daraufhin konnte der englische Angriff zurückgedrängt werden, nicht zuletzt durch die Beteiligung weiterer Frauen. Dokumentiert ist dies über Inés de Ben, die wegen zweier bei der Belagerung erhaltener Schüsse behandelt wurde. Die Engländer gaben die Belagerung später auf und zogen sich auf ihre Schiffe zurück. María Pita wurde vom spanischen König Philipp II. geehrt und belohnt, indem er ihr die Rente eines Militäroffiziers für ihren in der Schlacht getöteten Mann gewährte.

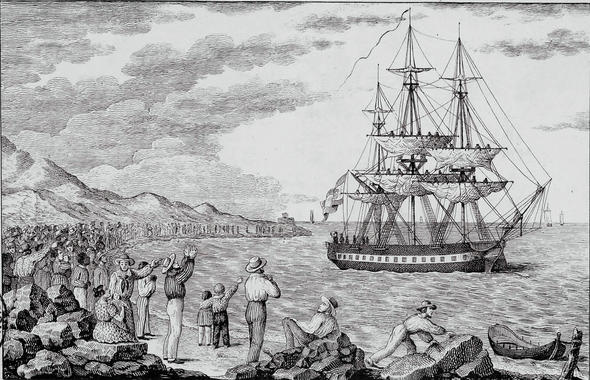
Die Korvette María Pita beim Auslaufen von La Coruña 1803, von Francisco Pérez um 1800

## Würdigungen
- Das Schiff María Pita der Königlich philanthropischen Impfexpedition (La Real Expedición Filantrópica de la Vacuna) von 1803 war nach ihr benannt.
- Museum María Pita in La Coruña
- Auf der Plaza de María Pita in La Coruña erinnert ein Denkmal an sie. Eine Bronzeskulptur von Xosé Castiñeiras stellt María Pita mit dem Speer dar, mit dem sie den englischen Fähnrich tötet, während sie mit der anderen Hand den leblosen Körper ihres Mannes hält.

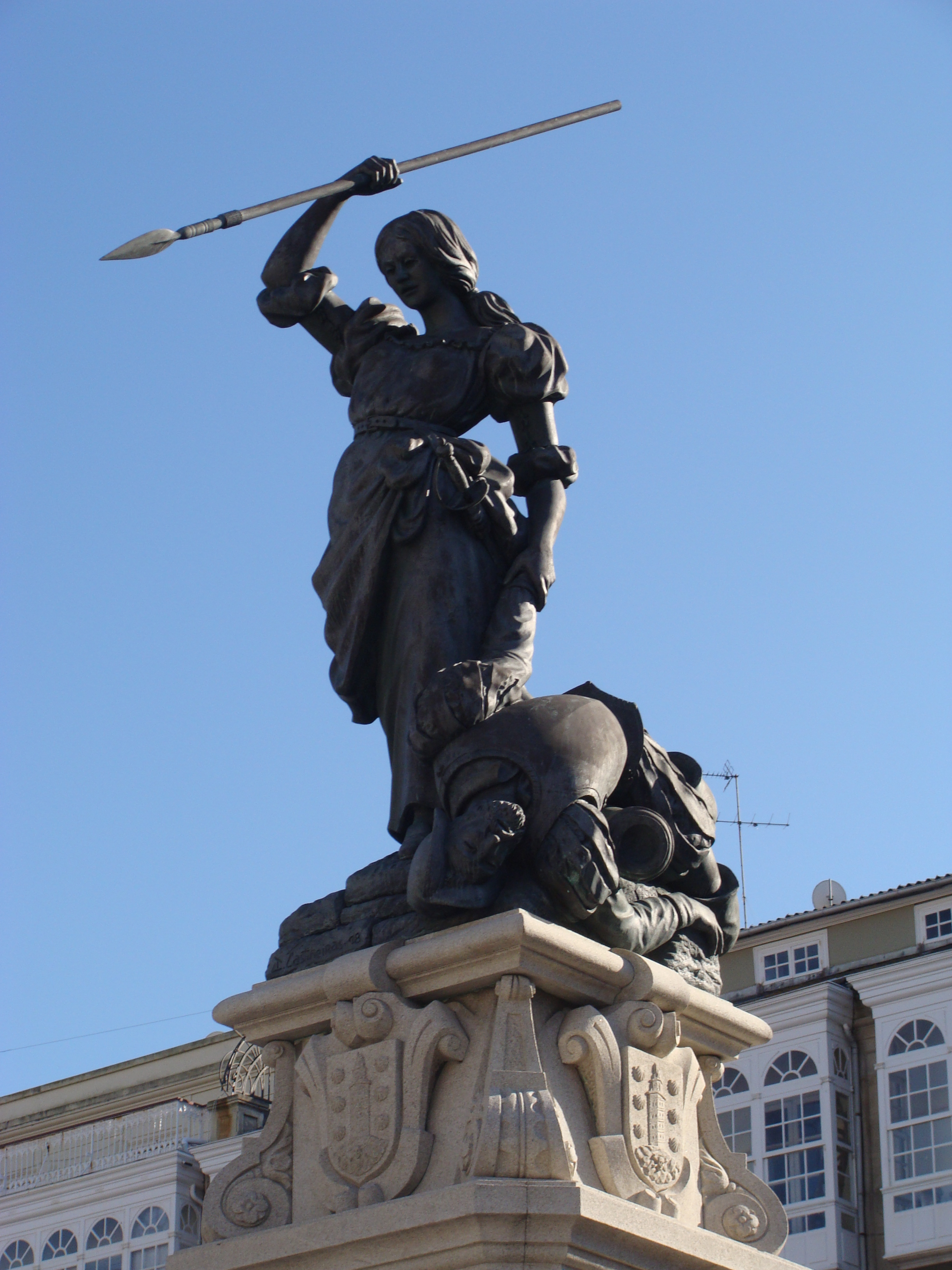
María Pita, Skulptur von Xosé Castiñeiras in La Coruña